# AENOR

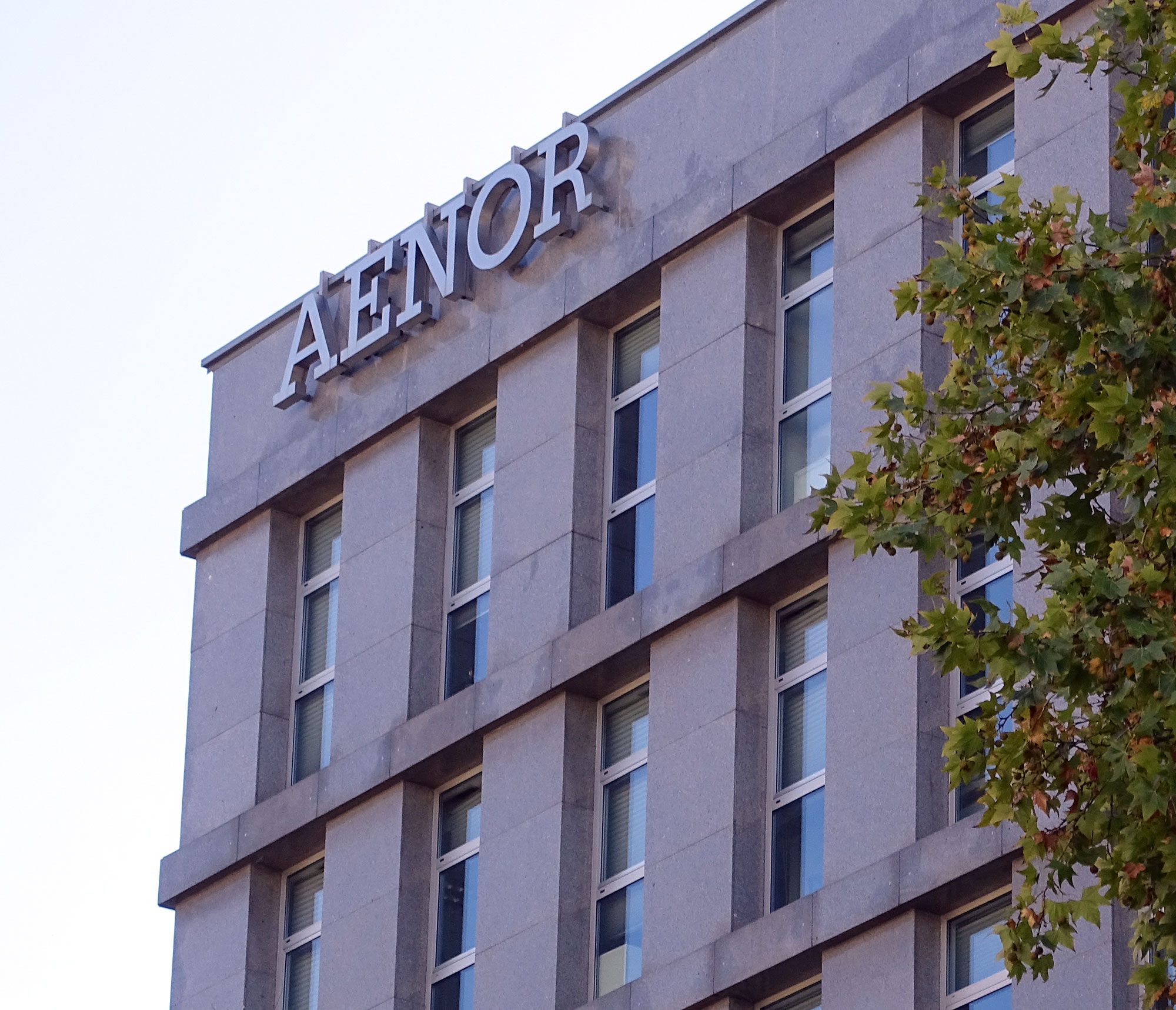
AENOR-Gebäude in Madrid (2015)

AENOR (Asociación Española de Normalización y Certificación) ist eine spanische Normungs- und Zertifizierungsgesellschaft, die Managementsysteme von Unternehmen auf Basis von Normen – beispielsweise ISO 9001 – bewertet und bei nachgewiesener Erfüllung der Normforderungen ein Zertifikat ausstellt.
Die Organisation mit Sitz in Madrid ist Mitglied des Zertifizierungsnetzwerkes IQNET.  Normen und Betätigungsfelder mit zusammen etwa 24 000 (Stand 2011) erteilten IQNET-Zertifikaten sind:
- ISO 9001 (Qualität)
- ISO 14001 (Umwelt)
- OHSAS 18001 (Arbeitsschutz)
- IATF 16949 (Automotive)

Am 26. Februar 1986 wurde die AENOR gegründet und ist bei der ENAC (Entidad Nacional de Acreditación) in Spanien akkreditiert.